# Aidabe
Aidabe (em árabe: عيذاب; romaniz.: ‘Aydhab), foi um importante porto medieval na costa oeste do Mar Vermelho. O local abandonado da cidade está localizado no triângulo de Hala'ib, um território disputado entre Egito e Sudão.